# Mond (mens)
De mond van de mens is een orgaan in de vorm van een holte in het hoofd, dat de belangrijkste ingang van het maag-darmstelsel vormt. Voedsel en drank komen normaal gesproken door de mond het lichaam in. Het overeenkomstige orgaan dat bij de meeste dieren aanwezig is, wordt vaak bek genoemd.

## Anatomie (de bouw)

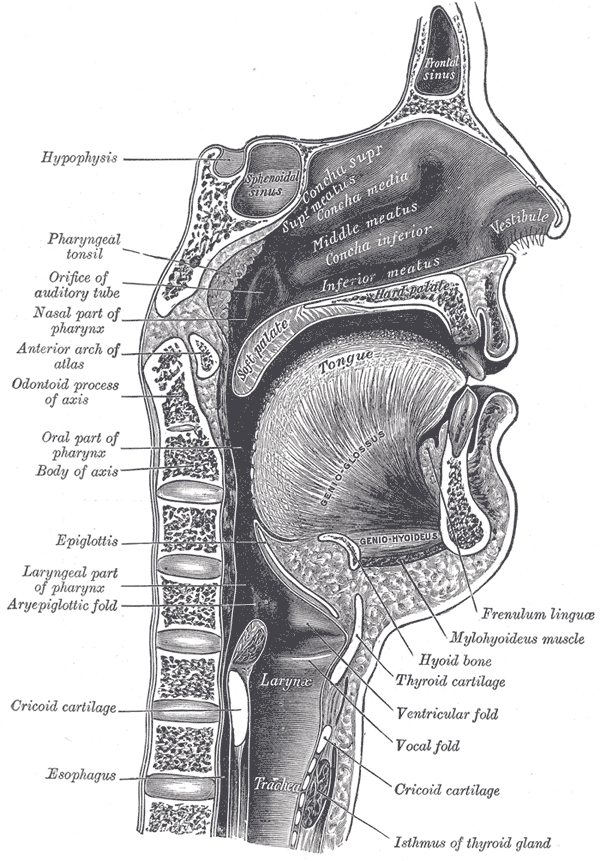
Mediane doorsnede uit Gray's Anatomy van de mond met de neusholte, farynx en het strottenhoofd.

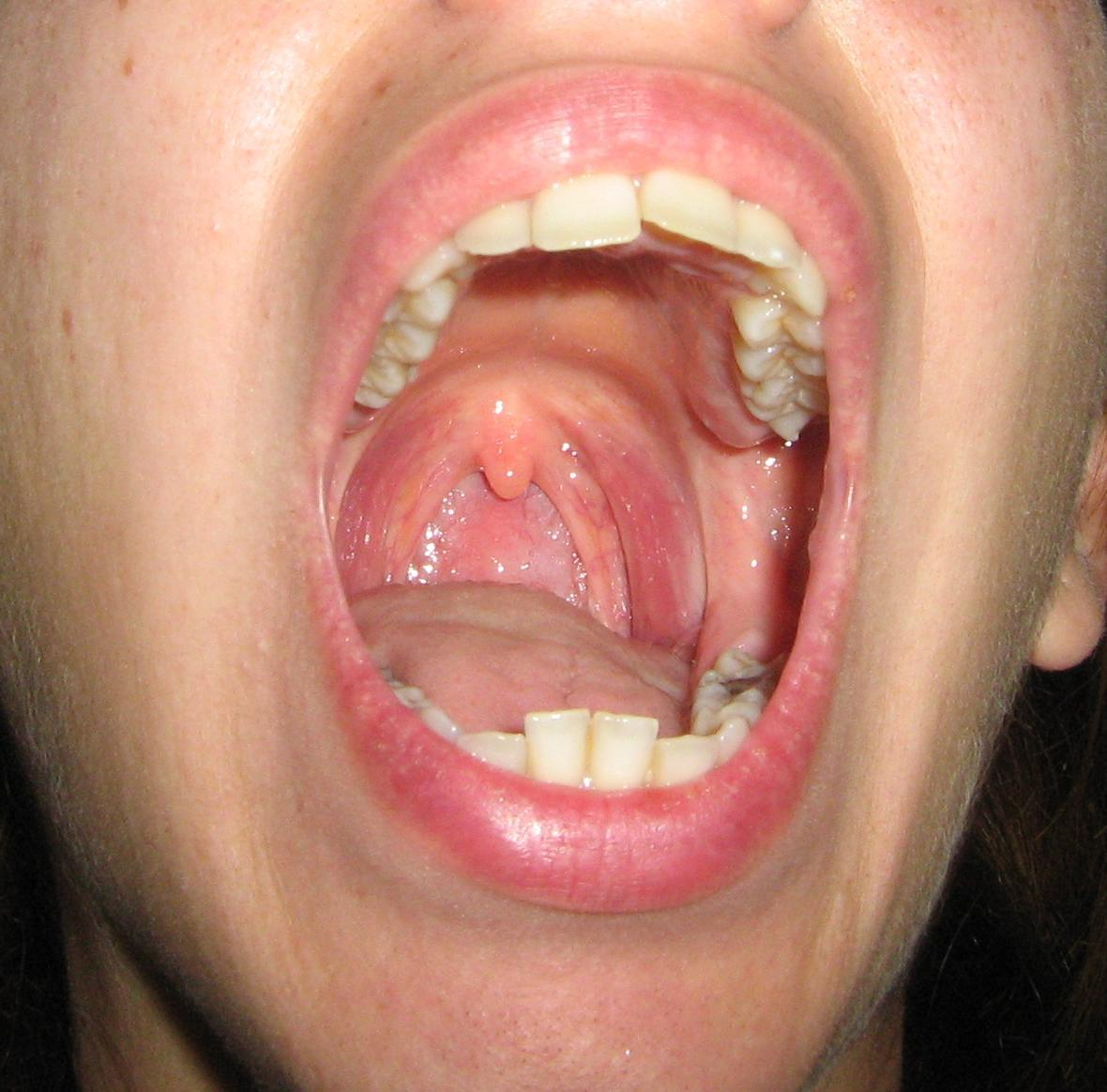
De volledige mondholte en de orofarynx. Een van de keelamandelen is te zien, wit.

De lippen en wangen vormen de uitwendige afgrenzingen van de mond. Aan de binnenzijde hiervan ligt de mondholte, daarin zitten tanden. De mondholte wordt ook wel cavum oris genoemd. Deze geheel met slijmvlies, mucosa, beklede holte wordt aan de bovenzijde door het verhemelte begrensd, aan de onderkant door de mondbodem en aan de beide zijkanten door het wangslijmvlies. Gehemelte en verhemelte zijn synoniem, Latijn: palatum. De slijmvliezen aan de binnenzijde van de wangen bevatten tevens de oorspeekselklier, glandula parotis, en de wangkauw- of masseterspier.
De boven- en onderkaak, de beide tandenbogen, liggen voorin de mondholte en zijn eveneens met slijmvlies bekleed. Hierin bevinden zich het tandvlees en de tandkassen, met daar weer de tanden en kiezen in. Dit alles bij elkaar vormt het gebit en zorgt ervoor dat wij kunnen kauwen.
De mondholte wordt aan de bovenzijde wordt door het harde en zachte verhemelte van de neusholte afgegrensd. In de mondbodem, die de onderkaak verbindt met het tongbeen, bevinden zich eerst de plica sublingualis en caruncula sublingualis en daaronder twee speekselklieren, de onderkaakspeekselklier en de ondertongspeekselklier. De tong zit direct boven de mondbodem. Dit is een van voren geheel beweeglijk orgaan dat onder meer een centrale rol speelt bij het proeven en de articulatie van spraakklanken, grotendeels uit spieren bestaat en met de tongriem aan de mondbodem vastzit.
De mondholte eindigt aan de achterkant in de isthmus faucium, een gebied dat bestaat uit de voorste en achterste gehemeltebogen en de huig. De isthmus faucium vormt de overgang van de mondholte naar de keel, meer specifiek het bovenste gedeelte van de keel, de orofarynx.
De mond is door verschillende spieren omgeven, onder meer door de verschillende gelaatsspieren. Deze dienen vooral voor de gelaatsexpressies.

## Fysiologie (de functies)
De mond is bij mensen een orgaan met veel verschillende functies en vormt een belangrijk onderdeel van het spraakkanaal. Alle medeklinkers en halfklinkers worden mede gevormd doordat de tong contact maakt met andere delen van de mondholte, met tanden, tandkassen, harde of zachte verhemelte, of, bij labialen, door een specifieke articulatie van de lippen. De tong heeft bij de vorming van klinkers geen contact met andere delen van de mondholte.
Het orgaan is verder de opening naar het digestief systeem, waaraan het bijdraagt door de het voedsel te kauwen, waarbij amylase wordt geproduceerd en emulgatie plaatsvindt door middel van speeksel. Dit vormt de eerste stap in de spijsvertering. Amylase zorgt voor een ontledingsreactie van het zetmeel, maar daarna vindt er weer door het speekselslijm een combinatiereactie plaats, zodat er geen voedsel de luchtpijp in komt. De smaakpapillen op de tong zorgen voor de smaak. De smaak, een zintuiglijke gewaarwording beschermt bij het in de mond voorverwerken van voedsel en het proeven van drank. Een aantal giftige stoffen kunnen worden herkend en er kan een onderscheid worden gemaakt in de voedselbehoeften van het lichaam.
De mond dient behalve de neus bij de ademhaling als doorgang voor het lucht, maar is niet speciaal voor deze functie voorzien. Door de mond ademhalen is dan ook, vooral wanneer het vaak gebeurt, minder goed voor de longen, omdat de ingeademde lucht niet wordt gereinigd en verwarmd. Dat gebeurt bij door de neus ademen wel.

## Verzorging
Zowel het mondslijmvlies als de gebitselementen zijn in hoge mate vatbaar voor een groot aantal afwijkingen en aandoeningen. Een goede mondhygiëne is daarom belangrijk om aandoeningen in en rondom de mondholte te voorkomen. Daarbij is dagelijks tanden poetsen van groot belang, desnoods aangevuld met het gebruik van mondwater. De tong kan met behulp van een tongschraper schoon worden gehouden.

## Culturele bijbetekenis en functies

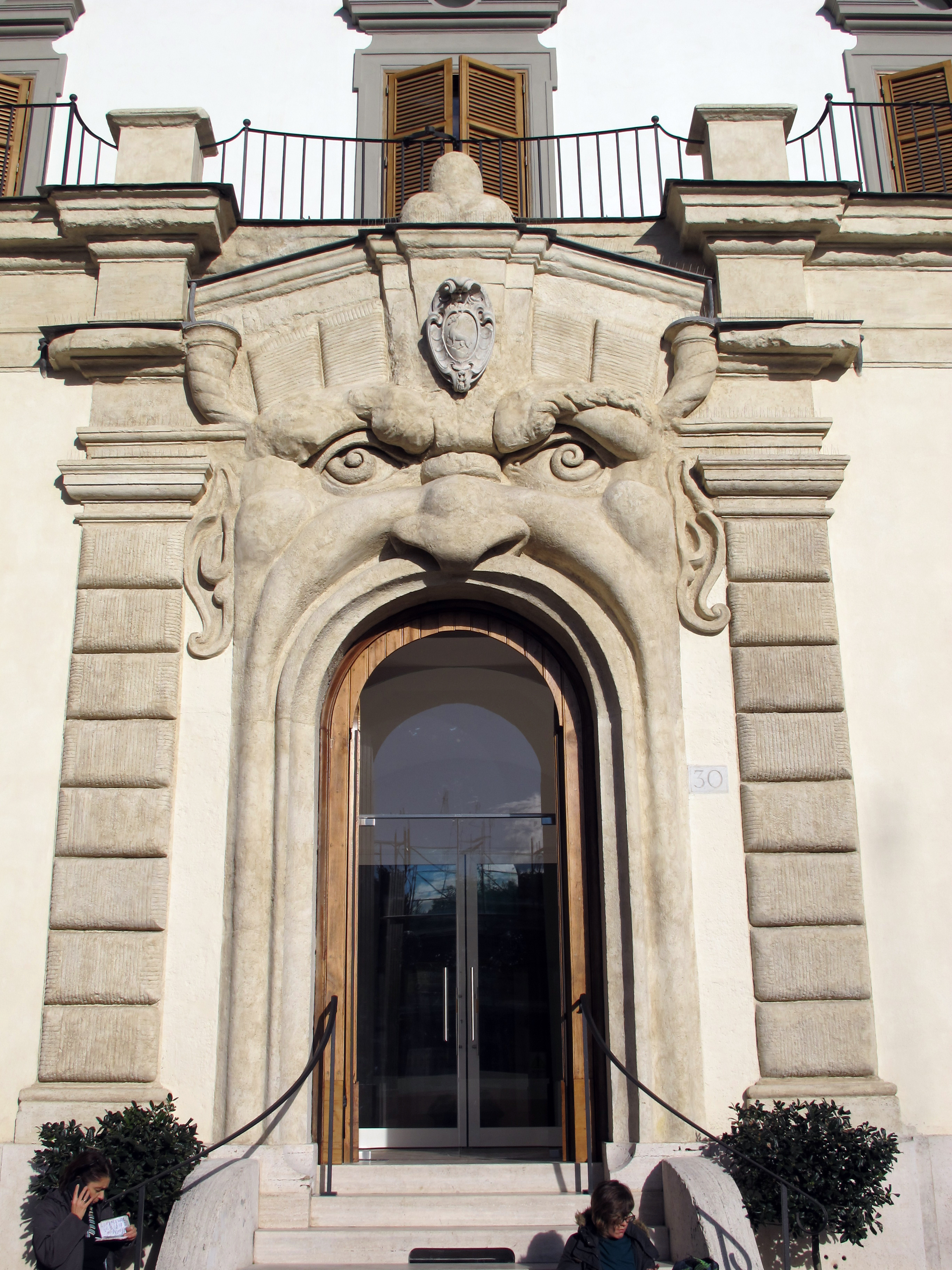
De mond als element in de architectuur

Behalve de bovengenoemde biologische functies heeft de menselijke mond bepaalde cultuurgebonden functies, bijvoorbeeld op het gebied van de sociale omgang maar ook met betrekking tot erotiek. De mond speelt een centrale rol bij voedselerotiek en bij het bedrijven van orale seks, terwijl de lippen altijd worden gebruikt bij het zoenen. Daarbij wordt vooral het contact met de lippen en de tong als sensueel ervaren.

## Versieringen

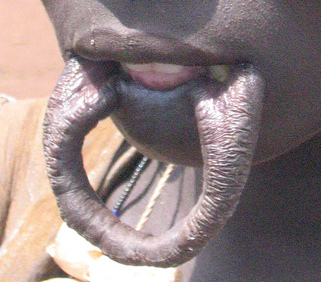
Traditionele onderlippenpiercing

Vooral vrouwen gebruiken vaak lippenstift en lipgloss om hun lippen te versieren, maar zowel mannen als vrouwen laten in en rondom de mond geregeld lichaamsversieringen aanbrengen, vooral piercings. Het bekendst zijn de lip- en de tongpiercing, maar ook tongsplijting is een vorm van bodyart.

## Spieren in de mond
- musculus zygomaticus minor
- musculus orbicularis oris
- musculus buccinator
- musculus risorius
- musculus depressor labii inferioris
- musculus depressor anguli oris

Daarnaast zijn er de verschillende kauwspieren in de onderkaak en wangen. Deze spieren zorgen er onder meer voor dat de onderkaak beweeglijk is, waardoor de mond open en dicht kan:
- musculus temporalis
- musculus masseter
- musculus pterygoideus lateralis
- musculus pterygoideus medialis
- musculus digastricus

De tong kent zelf een aantal intrinsieke en uitwendige spieren:
- musculus longitudinalis inferior linguae
- musculus longitudinalis superior linguae
- musculus genioglossus
- musculus hyoglossus

In het zachte verhemelte bevinden zich enkele spieren waardoor dit gedeelte beweeglijk is:
- musculus tensor veli palatini
- musculus levator veli palatini
- musculus uvulae
- musculus constrictor pharyngis

## Afwijkingen en aandoeningen

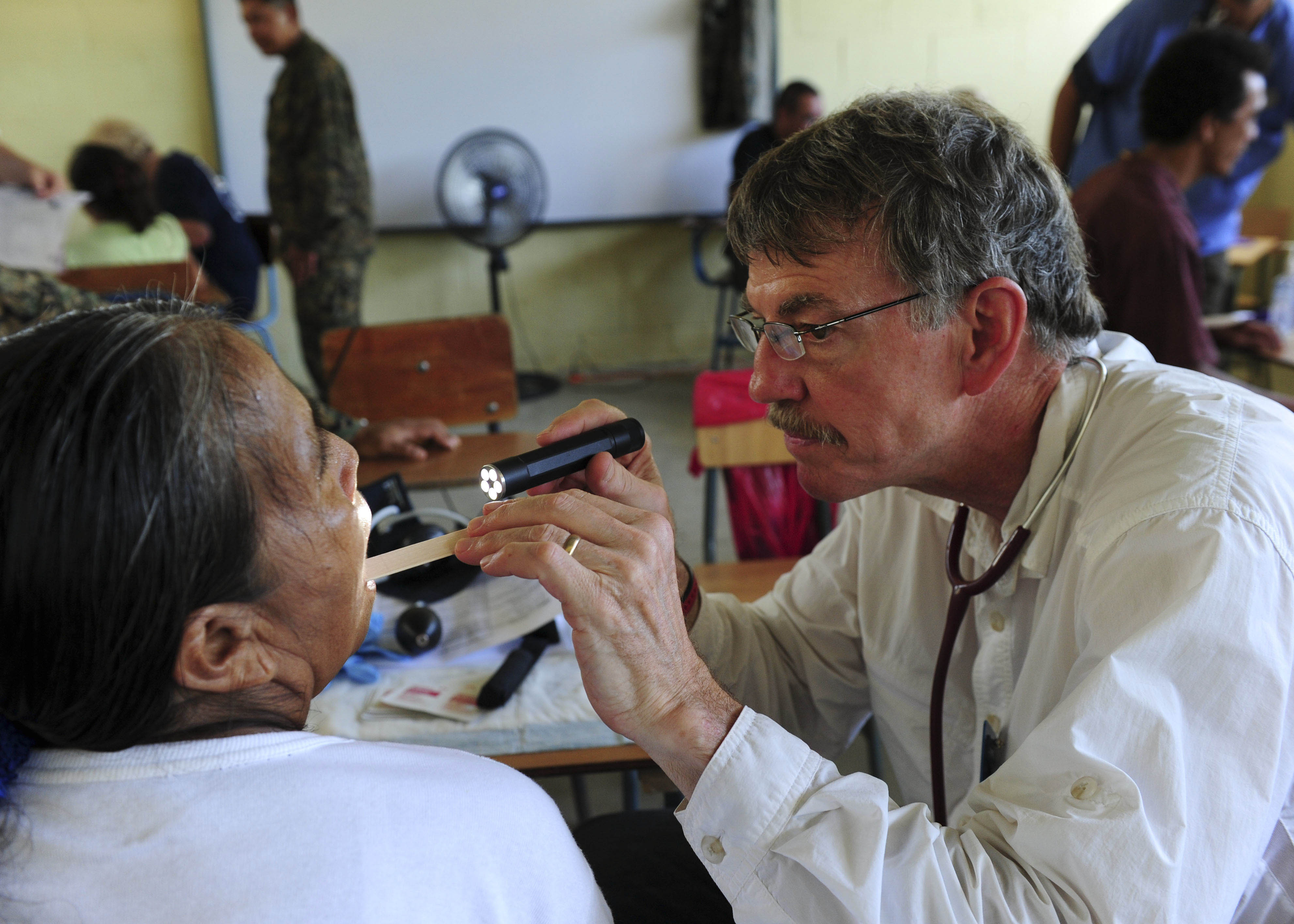
Een vrijwilliger van project HOPE verricht een orale inspectie bij een lid van de plaatselijke bevolking in Guatemala, 2010.

In en rondom de mond kunnen zich allerlei ziektes en afwijkingen voordoen, bijvoorbeeld als gevolg van virussen. Deze aandoeningen kunnen soms ook al door een tandarts worden herkend. Problemen met het gebit kunnen soms ook de omliggende weefsels beïnvloeden, maar kunnen vaak  door de tandarts of een kaakchirurg worden behandeld. Voorkomende ziektes en afwijkingen zijn:
- tandvleesontsteking of gingivitis
- Kinderen kunnen soms last hebben van hand-, voet- en mondziekte, waarbij er blaasjes zowel in de mond als op de handen en voeten ontstaan.
- Wanneer iemand last heeft van een onaangename geur uit de mond, heet dit halitose of halitosis.
- Aften zijn kleine, pijnlijke zweertjes die zich manifesteren in de mondholte, meer in het bijzonder op het slijmvlies van de lippen en wangen, het verhemelte en de tong.
- Wanneer er voortdurend te weinig speeksel in de mondholte wordt aangemaakt, heet dit xerostomie, algemeen bekend als een droge mond.
- De speekselklieren kunnen bij bepaalde ziektes ontstoken raken, bijvoorbeeld bij de bof.
- Een koortslip is het gevolg van een infectie met het herpes-simplexvirus.
- Bij een schisis zijn de bovenlip, een deel van het gehemelte of allebei gespleten, waardoor de neus- en mondholte niet van elkaar zijn afgegrensd.
- mondkanker
- In de mondholte en op de tong kan parasitaire schimmelgroei, mycose, optreden, bekend als candidiasis. Dit kan zich vanuit de mondholte naar de keelholte verspreiden.